# Христианство в Гондурасе

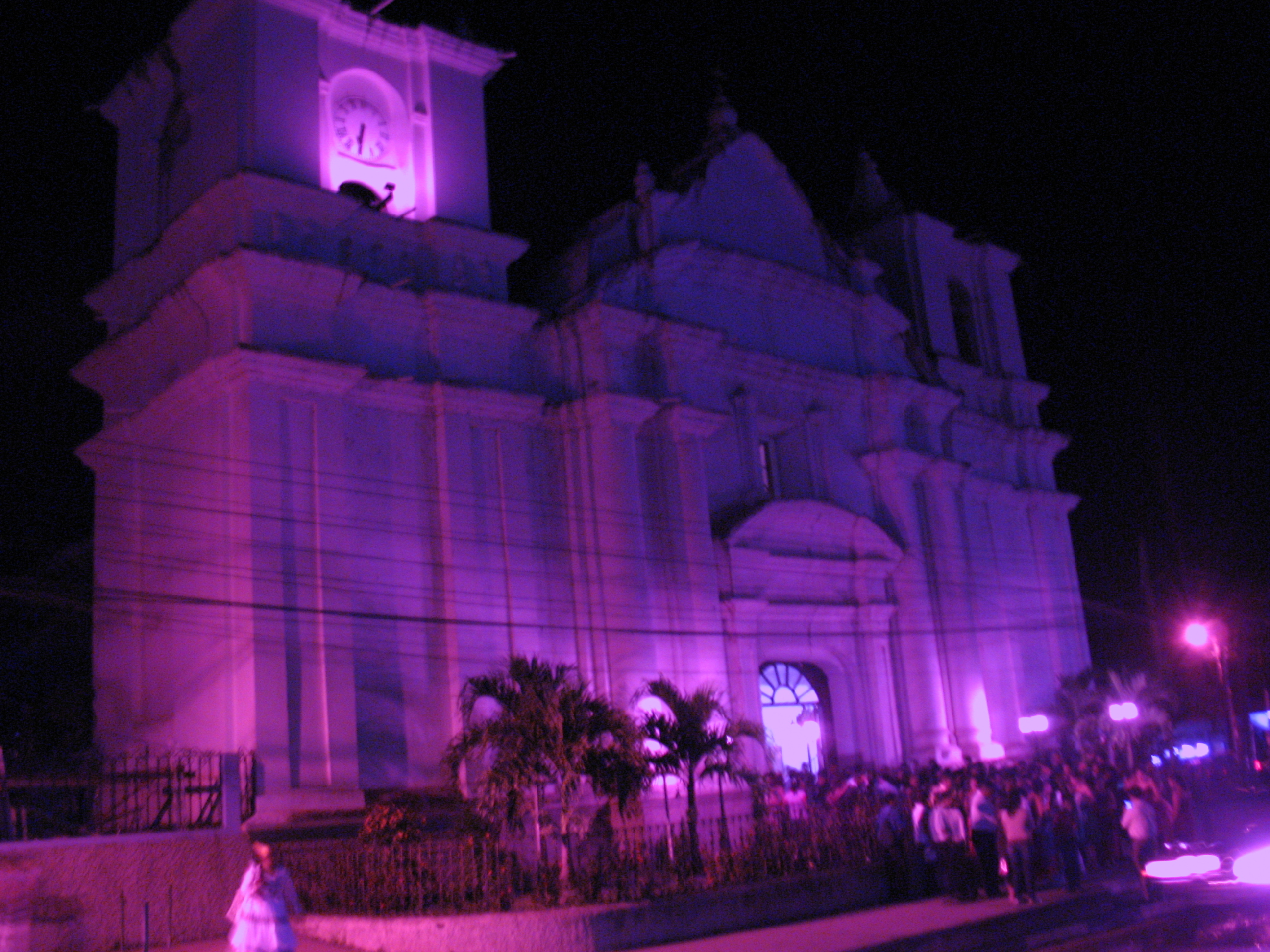
Католический кафедральный собор в Хутикальпе

Христианство в Гондурасе — самая распространённая религия в стране.
По данным исследовательского центра Pew Research Center в 2010 году в Гондурасе проживало 6,66 млн христиан, которые составляли 87,6 % населения этой страны. Энциклопедия «Религии мира» Дж. Г. Мелтона оценивает долю христиан в 2010 году в 96,6 % (7,27 млн).
Крупнейшими направлениями христианства в стране являются католицизм и протестантизм. В 2000 году в Гватемале действовало 9 тыс. христианских церквей и мест богослужения, принадлежащих 119 различным христианским деноминациям.
Помимо гондурасцев христианство исповедуют большинство живущих в стране никарагуанцев, гарифуна, ленка, мискито, ямайцев, арабов, американцев, чорти, печ и толупан (хикаке).
Часть христианских церквей страны объединены в Евангелический альянс Гондураса, созданный в 1958 году.